# Бонанза
«Бонанза» (англ. Bonanza) — американский телесериал, который транслировался на канале NBC с 12 сентября 1959 по 16 января 1973 года. Просуществовав четырнадцать сезонов, «Бонанза» вместе с сериалом «Даллас» входит в десятку самых длительных драматических телесериалов. Это также второй самый продолжительный и успешный телевизионный вестерн в истории после сериала «Дымок из ствола». Спустя более четырёх десятилетий после завершения до сих пор выходит в синдикации на ряде каналов.
Сериал рассказывал о семействе Картрайт, которые обитали возле озера Тахо, штат Невада, в середине девятнадцатого века. Основными сюжетными линиями были семейные проблемы и ценности, проходившая в стране гражданская война, а также ряд других, присущих жанру вестерна элементов. В сериале затрагивалась и тема расизма.
«Бонанза» стал одной из наиболее успешных программ в истории американского телевидения. С 1964 по 1967 год сериал возглавлял годовую рейтинговую таблицу самых наблюдаемых программ и десять из четырнадцати сезонов входили в Топ 10 самых рейтинговых шоу. Популярность сериала резко пошла на спад в последнем сезоне после внезапной смерти Дэна Блокера, исполнившего одну из ключевых ролей. Также сериал выиграл три премии «Эмми», а кроме этого неоднократно номинировался на «Эмми», «Золотой глобус» и ряд других наград, включая премию Гильдии сценаристов.
В 1973 году канал закрыл шоу, после чего было снято несколько телефильмов, включая неудачную попытку возрождения сериала в 1988 году в виде телефильма «Бонанза: Новое поколение». Никто из актёров сериала не принял в нём участие, главную роль в нём сыграл Джон Айрленд.
В 2002 году сериал был включен в список «Пятидесяти величайших телешоу всех времён по версии TV Guide». В главных ролях в сериале снялись актёры Лорн Грин, Пернелл Робертс, Майкл Лэндон, Дэвид Канари, Митч Фогель, Тим Мэтисон, Бинг Расселл, Рэй Тил и Гай Уильямс.